# Roderyk z Kordoby
Roderyk z Kordoby (zm. 13 marca 857 w Kordobie) – hiszpański duchowny katolicki, męczennik, święty Kościoła katolickiego.

## Życiorys
Urodził się w Cabrze. Miał dwóch braci, z których jeden był muzułmaninem. Został oskarżony przez własnego brata o apostazję i uwięziony. Podczas przesłuchania zdecydowanie przyznał się do wyznawania chrześcijaństwa. Został stracony 13 marca 857 roku. Jego ciało wrzucono do rzeki Gwadalkiwir. Wydobyte przez chrześcijan, pochowano w znanym miejscu. Obecnie relikwie czczone są w bazylice p.w. św. Genezjusza w Kordobie. Roderyk z Kordoby należy do grona 48 Męczenników z Kordoby.